# Staré Hamry

Althammer: Denkmal am Friedhof

Staré Hamry (früher Hamry und Hamrovice, deutsch Althammer) ist eine Gemeinde im Okres Frýdek-Místek in den Mährisch-Schlesischen Beskiden am Stausee Šance-Řečice. Das Gebiet dehnt sich vom Kahlberg bis zur slowakischen Grenze, dennoch wohnen hier nur 600 Einwohner. Östlich erhebt sich der Grúň.

## Geschichte
Erstmals erwähnt 1636, im Jahr 1638 gründete Graf Oppersdorf in Althammer Hammerwerke, die ersten in der Region. 1856 wurde die Heinrichskirche fertiggestellt, 1908 wurde die Eisenbahnstrecke nach Bílá in Betrieb genommen.
1951 erfolgte eine Neugliederung der Gemeinde. Der nördlich Ortsteil Hamrovice kam zur Gemeinde Ostravice, die wiederum ihre Ortsteile Samčanka und Hutě pod Smrkem an Staré Hamry abgab. Dadurch wurde aus der zuvor rein schlesischen Gemeinde ein Dorf an beiden Ufern des Flusses Ostrawitza. Das Zentrum von Althammer sowie die Eisenbahn fielen dem Stauseebau (1964–1969) zum Opfer.
Das Denkmal am Friedhof (1933) ist Maryčka Magdonová, der Heldin der gleichnamigen Ballade vom schlesischen Dichter Petr Bezruč gewidmet:
Zu Hammer am Friedhof, hart an der Mauer,
kein Kreuz, keine Blume, wellen sich Gräber.
Hier ruhen, die Gottes bar Hand an sich legten.
Hier schlummert Maritschka Magdonowa.
Begraben ist die Magdonová jedoch wahrscheinlich auf dem Armenfriedhof von Pražmo.

## Söhne der Gemeinde
- Robert Land (1857–1899), deutscher Bauingenieur
- Erich Rumpel (1930–2017), deutscher Gewerkschaftsfunktionär, SPD-Abgeordneter der Hamburger Bürgerschaft